# I Walk To My Own Song
«I Walk To My Own Song» es la segunda canción del disco Elements, Pt. 2 de la banda finlandesa de Power metal, Stratovarius. Se publicó en línea el 29 de agosto en MP3 y en formato EP el 25 de septiembre del 2003 por la compañía Nuclear Blast. La canción entró en el top 20 de Finlandia debutando en el puesto 9. El Ep cuenta con 2 extra más "Forever" que fue grabado el 4 de abril del 2003 en Barcelona y "Black Diamond" grabado el 5 de abril del 2003 en San Sebastián. También se publicó un videoclip de esta canción.

## Lista de canciones
1. I Walk To My Own Song - 5:03
2. Forever (Live in Barcelona) - 4:39
3. Black Diamond (Live in San Sebastián) - 7:28

## Personnel
- Timo Kotipelto - Vocalista
- Timo Tolkki - Guitarra
- Jari Kainulainen - Bajo
- Jens Johansson - Teclado
- Jörg Michael - Batería

## Posiciones
| Chart (2003) | Posición |
| ------------ | -------- |
| Finlandia    | 9        |